# Calaxis cypria
Calaxis cypria is een slakkensoort uit de familie van de Ferussaciidae. De wetenschappelijke naam van de soort is voor het eerst geldig gepubliceerd in 1896 door Kobelt.